# 周小飞
周小飞（5月15日—），女，中国大陆動作片演員，国家“武英级”武术运动员。毕业于解放军体育学校，曾获中国武术锦标赛女子冠军，出演过《一代宗師》、《臥虎藏龍：青冥寶劍》、《葉問4：完結篇》等影视作品。

## 影视作品

### 电影
- 2024年：《重見天日》 饰 中年梁姐
- 2021年：《楚留香之盗帅觉醒》 饰 水母太姬[4]
- 2019年：《葉問4：完結篇》 饰 蒋师傅[2][5]
- 2018年：《歐洲攻略》[6]
- 2016年：《臥虎藏龍：青冥寶劍》 饰 赵菲
- 2013年：《一代宗师》 饰 金楼三姐[5]
- 2011年：《杨门女将之军令如山》 饰 杨排风[7]
- 2010年，《功夫梦》 饰 Snake Charmer[8]，《巫师镇（英语：Witchville）》 饰 Darian[1]

### 电视剧
- 2023年：《蓮花樓》 飾 血婆
- 2022年：《烈火战马》 饰 女掌柜[9]，《镜·双城》 饰 师姑
- 2021年：《雪中悍刀行》 饰 青阳派守山人[註 2]。
- 2020年：《月上重火》 饰 慈忍师太[10]，《少年游之一寸相思》 饰 蝎夫人
- 2019年：《热血少年》 饰 局座[1]
- 2017年：《太极宗师之太极门》[11]
- 2016年：《老九门》 饰 田中良子、《武神赵子龙》 饰 林悦[10]、《六扇门》 饰 单青